# Casa di Pavlov
La casa di Pavlov (in cirillico russo: Дом Павлова, traslitterato: Dom Pavlova) era un edificio fortificato durante la battaglia di Stalingrado tra il 1942 e il 1943. La struttura prese questo nome dal sergente Jakov Pavlov che, assieme al tenente anziano Ivan Filippovič Afanas'ev giunto più tardi con dei rinforzi, comandò il plotone che conquistò e difese l'edificio durante un periodo di 58 giorni.

## L'edificio
L'edificio constava di quattro piani ed era situato nel centro di Stalingrado (odierna Volgograd) in via Penzenskaja n° 61. Costruito nelle vicinanze del Volga, ed affacciato sulla piazza "9 gennaio", si trovava in una posizione strategica che offriva ai difensori un chilometro di visuale verso i quattro punti cardinali lungo le quattro strade che convergevano sulla piazza. A causa della sua posizione si decise di occuparlo e trasformarlo in una fortezza; perciò il 22 settembre del 1942 ad un plotone del 3º Battaglione, 42º Reggimento Fucilieri della Guardia, dipendente dalla 13ª Divisione Fucilieri della Guardia sovietica, fu ordinato di conquistare l'edificio e di tenerlo. Il plotone era guidato dal sergente giovane Jakov Pavlov, un sottufficiale con compiti di comando del plotone poiché il tenente dell'unità e i sergenti anziani erano stati tutti feriti o uccisi. Il 27 settembre l'attacco all'edificio fu coronato dal successo, anche se i combattimenti furono brutali, tanto che solo 4 uomini sui 30 del plotone sopravvissero all'assalto.
Dopo alcuni giorni arrivarono rinforzi e rifornimenti agli uomini di Pavlov, portando l'unità così ad un plotone, sotto organico, di 25 uomini ed equipaggiando i difensori con mitragliatrici, armi anticarro e mortai. Per obbedire all'ordine di Stalin "nessun passo indietro", al sergente Pavlov fu ordinato di fortificare l'edificio e difenderlo fino all'ultimo proiettile e all'ultimo uomo. Prendendo a cuore il consiglio, Pavlov ordinò che l'edificio fosse circondato da quattro livelli di filo spinato e campi minati, e posizionò mitragliatrici in ogni possibile finestra che si affacciasse sulla piazza. Durante le prime fasi della difesa, Pavlov si rese conto che un fucile anticarro (PTRS41) che aveva montato sul tetto era particolarmente efficace quando veniva utilizzato per tendere imboscate agli ignari carri armati tedeschi; quando i mezzi si avvicinavano a meno di 25 metri dall'edificio, la leggera corazza della loro torretta diventava vulnerabile al fuoco proveniente dall'alto da parte del fucile anticarro, e allo stesso tempo essi non riuscivano ad alzare abbastanza il tiro delle loro armi così da poter controbattere.
Al fine di una migliore comunicazione interna, fecero delle brecce nei muri dei vari piani dell'edificio, e scavarono un tunnel comunicante con le posizioni esterne. I rifornimenti venivano inviati lungo le trincee o grazie alle navi che attraversavano il fiume, sfidando i raid aerei e i bombardamenti tedeschi. Nonostante ciò, scarseggiava il cibo e soprattutto l'acqua. Mancando i letti, i soldati provarono a dormire sulla lana strappata via dai tubi della casa, ai quali serviva da isolante, nonostante i tedeschi continuassero a sparare contro la casa giorno e notte con un'assordante mitragliatrice.
I tedeschi attaccavano l'edificio parecchie volte al giorno. Ogni volta che la fanteria o i carri armati tedeschi tentavano di attraversare la piazza ed avvicinarsi alla casa, gli uomini di Pavlov facevano partire un devastante fuoco di sbarramento grazie alle mitragliatrici e ai fucili anticarro posizionati al piano terra, alle finestre e sul tetto, azzerando l'offensiva tedesca e costringendola a ritirarsi. A partire dalla metà di novembre, secondo quanto si dice, i soldati di Pavlov utilizzavano le pause tra un combattimento e l'altro per correre fuori e smontare le pile di cadaveri tedeschi ammucchiati, così che non potessero venire usati come copertura alla successiva offensiva.
Infine i difensori, così come i civili sovietici che avevano continuato a vivere al piano terra per tutta la durata dello scontro, resistettero agli intensi combattimenti durati dal 27 settembre al 25 novembre 1942, data in cui vennero liberati dal contrattacco delle forze sovietiche.

## Significato simbolico

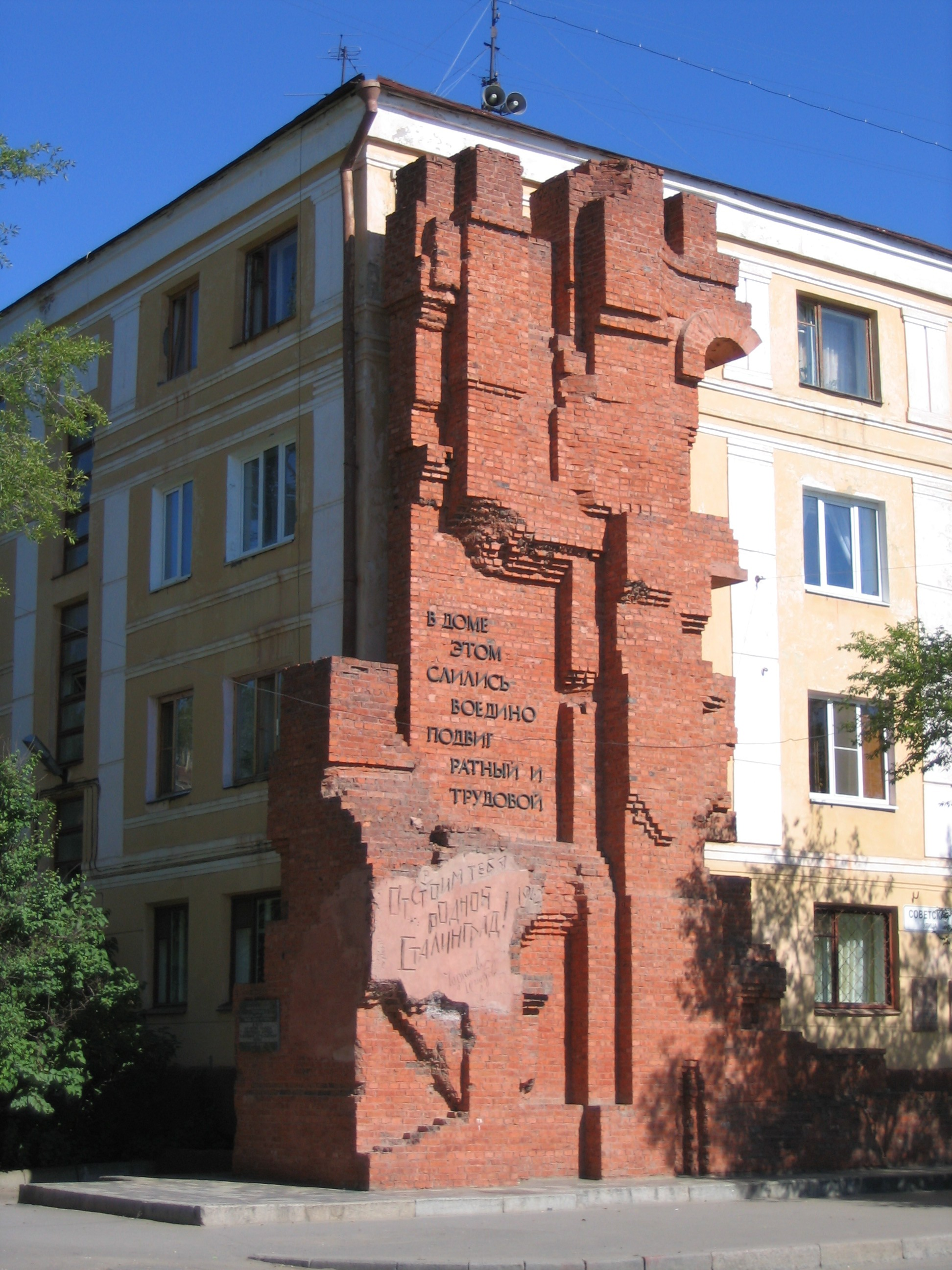
La casa di Pavlov oggi ed il monumento.

La casa di Pavlov divenne un simbolo dell'ostinata resistenza dell'URSS durante la battaglia di Stalingrado e la Grande Guerra Patriottica in generale. Essa si distingue soprattutto in quanto le armate tedesche avevano precedentemente conquistato, in poche settimane, città e interi Paesi; mentre in questo caso non furono capaci di conquistare una casa mezza diroccata, difesa per la maggior parte del tempo da poco più di una dozzina di soldati, nonostante vi avessero tentato per due mesi. È stato riportato che l'edificio di Piazza 9 gennaio fu segnato come "fortezza" nelle mappe tedesche.
Vasilij Čujkov, il difensore di Stalingrado, fu più tardi sentito commentare che gli uomini di Pavlov avevano ucciso più tedeschi di quanti ne fossero caduti nella presa di Parigi. La "Casa di Pavlov" fu ricostruita dopo la battaglia ed è tuttora utilizzata come edificio residenziale. Vicino è stato eretto un monumento costruito con i mattoni raccolti sul lato destro dell'edificio, affacciantesi sul Volga, dopo la battaglia. Pavlov, per le sue gesta, venne insignito del titolo di Eroe dell'Unione Sovietica.

## Adattamenti
- Nel videogioco Call of Duty c'è un livello in cui il giocatore, nei panni di un arruolato contadino russo, deve partecipare alla cattura e alla difesa di questo stabile dalle molteplici ondate di soldati e blindati tedeschi fino all'arrivo dei rinforzi sovietici. Il capo della squadra russa, in questa missione, si chiama Serg. Pavlov, molto probabilmente tratto dal realmente vissuto Jakov Pavlov. Esiste anche una mappa della Casa di Pavlov nella versione multiplayer del gioco.[12]
- Nelle prime versioni di Red Orchestra, una modifica del videogioco Unreal Tournament, c'era un livello che ricreava il combattimento per il controllo dell'edificio tra le forze Sovietiche e quelle tedesche.
- Nel videogioco per computer Red Orchestra 2: Heroes of Stalingrad è stata confermata la versione multiplayer della mappa Pavlov.
- Nel videogioco per computer Hell Let Loose la Casa di Pavlov è presente nella mappa Stalingrad.
- Anche in Forgotten Hope, una modifica del gioco Battlefield 1942, c'è un livello in cui le forze sovietiche e quelle tedesche si scontrano per il controllo dell'edificio.
- Pavlov's House è una struttura nella prima missione di Close Combat III: The Russian Front, che nel gioco appare la prima volta sotto il controllo tedesco. Comunque questa è una battaglia che avviene in Ucraina durante l'Operazione Barbarossa e non rappresenta la vera Casa di Pavlov (il gioco ha anche altre strutture e scenari giocati per scherzo, come ad esempio i cerchi nei campi di grano).
- Nel romanzo Vita e destino di Vasilij Grossman vi è una trasposizione romanzata di questo episodio, dove il nome originario viene sostituito con La casa del sei barra uno, proprio come il numero civico della casa di Pavlov
- Pavlov's House è un wargame, per 1-3 giocatori, ideato da David Thompson e prodotto nel 2018. L'obiettivo del gioco è quello di resistere all'attacco della sesta armata tedesca, asserragliati nella Casa di Pavlov durante la battaglia di Stalingrado. Ciò avviene attraverso l'utilizzo di alcuni mazzi di carte, tiri di dado e movimenti su plancia.[13]